# Stathmostelma incarnatum
Stathmostelma incarnatum är en oleanderväxtart som beskrevs av Karl Moritz Schumann. Stathmostelma incarnatum ingår i släktet Stathmostelma och familjen oleanderväxter. Inga underarter finns listade i Catalogue of Life.